# Großglockner Hochalpenstraße

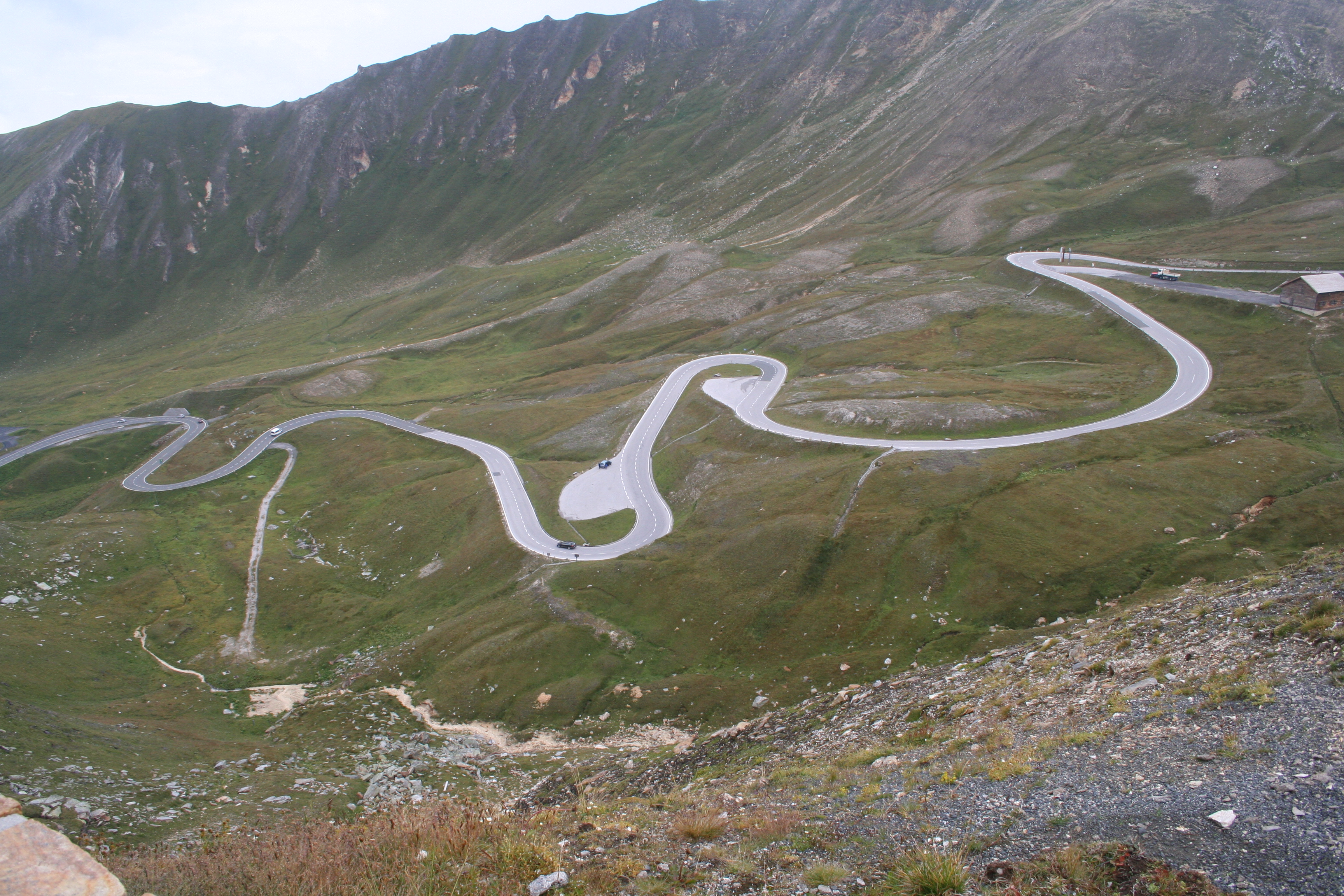
Blik op de Großglockner Hochalpenstraße

De Großglockner Hochalpenstraße is een panoramische tolweg en  toeristische autoroute in de deelstaten Salzburg en Karinthië in Oostenrijk. De weg verbindt Zell am See met Lienz.

## Geschiedenis
Toen in 1924 een groep van Oostenrijkse experts voorstelde om een weg aan te leggen over de Hochtor werden ze uitgelachen vanwege het idee. Toentertijd waren er in Oostenrijk, Duitsland en Italië samen slechts 154.000 mensen met een auto en slechts 92.000 motoren. Oostenrijk verkeerde in een economische crisis na het verliezen van de Eerste Wereldoorlog.
Zelfs een bescheiden drie meter brede grindweg met overzichtelijke inhaalpunten leek onmogelijk. De impuls voor het alsnog aanleggen van de weg, die gemotoriseerd toerisme naar de Alpen moest trekken, kwam uit de Beurskrach van 1929. Deze kwam als een grote klap aan bij het destijds arme Oostenrijk.
Binnen drie jaar daalde de export met 25 procent. De regering stofte de plannen voor de weg af om zo 3200 van de 520.000 werklozen aan het werk te kunnen zetten. Deze 3200 man werkte 1,8 miljoen diensten tijdens de bouw. Inmiddels was het project ambitieuzer geworden en zou de weg zes meter breed worden om het "extreem grote" internationale verkeer aan te kunnen en de verwachte 120.000 bezoekers te verwerken. Het plan voor de financiering was gebaseerd op deze bezoekersaantallen. De regering zou het project betalen en het geld terug krijgen door tol te heffen op het gebruik ervan.
Op 30 augustus 1930 om 9:30 uur klonken de eerste explosieven in de Oostenrijkse Alpen. Vier jaar later was het leger van arbeiders erin geslaagd om voor de eerste keer de Alpen over te laten steken in een auto. Er is 870.000 m³ rots verplaatst tijdens de bouw van de weg.
Een jaar later, op 3 augustus 1935 werd de Großglockner Hochalpenstraße voor publiek opengesteld en een dag later volledig in gebruik genomen met een feestelijke internationale auto- en motorrace.
Inclusief het bouwen van de toegangswegen komen de kosten omgerekend naar prijzen van 2021 op 53,5 miljoen euro.
De planning hield rekening met 120.000 bezoekers in 1930, maar in 1938 waren er al 375.000 bezoekers in 98.000 auto's die de bergweg wilden berijden. Na de Tweede Wereldoorlog duurde het tot 1952 totdat dit record werd verbroken; in dit jaar kwamen er 412.000 bezoekers. Met hoge groeicijfers werd een hoogtepunt gehaald in 1962: 1,3 miljoen bezoekers.
Met de opening van andere Alpenwegen in 1967 en 1975 veranderde de Großglockner Hochalpenstraße van de enige route dwars door de Alpen naar een excursieweg, vooral bereden vanwege de mooie uitzichten.
Stijgende bezoekersaantallen vroegen om modernisatie van de weg. In 1953 werd de weg verbreed naar 7,5 meter en het aantal parkeerplaatsen uitgebreid van 800 naar 4000. De capaciteit steeg zo naar 350.000 voertuigen per jaar.
De in totaal 47,8 km lange weg begint in Bruck an der Großglocknerstraße en stijgt van 805 meter naar 2504 meter om vervolgens weer te dalen naar 1301 meter en uit te komen in het plaatsje Heiligenblut.

## Route

### Informatiepunten
Langs de route zijn twaalf punten waar men kan stoppen en iets kan lezen of zien over de weg of omgeving:
| Naam                                      | Hoogte in m | Omschrijving                                                                                    |
| ----------------------------------------- | ----------- | ----------------------------------------------------------------------------------------------- |
| Fusch Information                         | 805         | Permanente expositie over heideland                                                             |
| Ferleiten Park                            | 1145        | Park met meer dan 200 dieren en een grote speeltuin                                             |
| Piffkar                                   | 1620        | Speeltuin en expositie "Routes over de hoge Alpen"                                              |
| Hochmais                                  | 1850        | Spectaculair uitzichtpunt met informatieborden betreffende het uitzicht                         |
| Alpien natuurmuseum                       | 2260        | Museum over de natuur in de omgeving                                                            |
| Edelweißspitze                            | 2571        | Het hoogste punt van de weg met uitzicht op meer dan dertig toppen van meer dan 3000 meter hoog |
| Fuscher Törl                              | 2428        | Gedenkplaats voor diegene die zijn overleden tijdens de aanleg van de weg                       |
| Roofvogel informatiepunt                  | 2320        | Informatiepunt over de roofvogels uit de omgeving                                               |
| Fuscher Lacke                             | 2262        | Expositie over de bouw van de weg                                                               |
| Geologisch pad                            | 2290        | Expositie over het vormen van bergen                                                            |
| Hochtor                                   | 2503        | Grens met Karinthië, uitgezette wandeling van 25 min                                            |
| Schönech                                  | 1953        | Hier is een speciale bloemenwandeling aangelegd                                                 |
| Kaiser-Franz-Josefs-Höhe                  | 2369        | Bezoekerscentrum met uitzicht op de Großglockner                                                |
| Kasereck informatiepunt                   | 1911        | Uitzichtpunt waar de boomgrens goed zichtbaar is                                                |
| Heiligenblut National Park informatiepunt | 1301        | Informatiepunt en o.a. ook begraafplaats voor overleden bergbeklimmers                          |

## Sneeuw
Sneeuw speelt een belangrijke rol bij het vrijhouden van de weg. Waar vroeger 250.000 m³ werd weggeschept om ten minste een baan vrij te houden, zijn er vijf sneeuwploegen twee weken bezig om 600.000 m³ tot soms 800.000 m³ op te ruimen.
Moderne technologie staat toe dat de weg langer open is dan vroeger mogelijk was. In 1937 was de weg slechts 132 dagen per jaar open terwijl dit verruimd is naar ruim 180 dagen. Er wordt niet alleen naar het klimaat gekeken voor het openstellen van de weg, ook de lokale economie speelt een belangrijke rol.